# Albert Latz
Albert Latz (* 29. August 1855 in Euskirchen; † 1923) war ein deutscher Unternehmer (Kraftfuttermittelhersteller) und gilt manchen als Erfinder des Hundekuchens.

## Leben
Latz war Jäger, er züchtete Haushunde und war als Preisrichter bei Hundeschauen tätig. Ähnlich den von dem Engländer James Spratt seit 1863 hergestellten Hundekuchen, dies waren „schiffszwiebackartige Kuchen zur Fütterung von Hunden“ aus „reinem Weizenmehl, präpariertem Fleischmehl, roten Rüben und Nährsalz“ fertigte auch Latz gebackene Kraftfutterkuchen aus Getreide und Fischmehl für seine Jagdhunde. Mit seinen Hunden feierte Latz große Zuchterfolge. Am 11. März 1905 meldete er in Euskirchen ein Gewerbe für eine Hundekuchenfabrik an.
Er war somit nicht der Erfinder dieser Tiernahrung, denn auch in Hannover (Deutsche Hundekuchen-Fabrik seit 1880) und in Berlin (Berliner Hundekuchen-Fabrik seit etwa 1882) existierten bereits Hundekuchenfabriken.
Er vertrieb seine Produkte zunächst nur im Versandhandel und schickte die Hundekuchen in Jutesäcken an Züchter und Hundehalter. Mit der Zeit wurde das Produktangebot vielfältiger, und Latz bot spezielle Sorten für große und kleine Rassen sowie für Welpen, aber auch Trockenfleisch an.
Neben Hundefutter stellte Latz in seiner Kraftfutterfabrik Futter für die Hühnerzucht her und warb dafür in Zeitschriften wie Die Geflügelzucht. Er warb  insbesondere mit den Beurteilungen durch andere, so beispielsweise durch den britischen Oberleutnant Hagen, der ihm geschrieben habe soll: „Die Wirkung Ihres Hundekuchen ‚Fortifin‘ bei unseren Kriegshunden war greradezu brillant!“ In seinen Anzeigen gab er immer auch eine Garantie, dass seine Futtermittel alle Produkte der Konkurrenz übertreffen. Als Logo hatte er in den Anzeigen teilweise eine in Profil gezeigte Deutsche Dogge auf deren Rücken ein Hahn stand. 1912 erschienen die ersten Produktverpackungen mit diesem Markenlogo, die nun in Futtermittel-, Zoo- und Samenhandlungen verkauft wurden. Nach seinem Tod 1923 ging das Unternehmen zunächst an seine beiden Stiefsöhne über. Während des Zweiten Weltkriegs musste die Produktion von Hundenahrung reduziert werden, da tierische und pflanzliche Rohstoffe knapp waren und der Import von argentinischen Rindfleisch abgeschnitten war. Später führten die Enkel von Latz den Betrieb als Kommanditgesellschaft weiter.
Am 1. Oktober 1998 wurde in Euskirchen die von-Stephan-Straße, benannt nach dem ehemaligen Generalpostdirektor Heinrich von Stephan (1831–1897), in der das Unternehmen seit 1968 seinen Stammsitz hat, in Albert-Latz-Straße umbenannt.
LATZ Hundekuchen besteht auch über 100 Jahre nach Firmengründung noch und ist innerhalb der Nestlé Purina PetCare zu einem der weltweit größten Hersteller geworden.

## Familie
Latz war mit Maria Elisabeth (geborene Offermann; 1850–1927), der Witwe des Dampf- und Walzenmühlenbesitzers Martin Reuter verheiratet. Sie breachte zwei Söhne mit in die Ehe:
- Wilhelm Reuter (1873–1948)
- Heribert Reuter (1875–1947)

Das Paar lebte teilweise in Euskirchen und in Köln.